# 三浦市立初声小学校
三浦市立初声小学校（みうらしりつ はっせしょうがっこう）とは、神奈川県三浦市初声町下宮田にある市立小学校。

## 沿革
出典
- 1873年（明治6年）5月23日 - 下宮田学校として開校。
- 1877年（明治10年）8月2日 - 三戸学校を合併、成章学校と改称。
- 1892年（明治15年）
  - 9月2日 - 三戸学校が分離。
  - 10月13日 - 下宮田学校に校名を戻す。
- 1896年（明治19年）5月1日 - 三戸学校、和田学校を合併。この2校を分校とした。
- 1897年（明治20年）
  - 5月 - 尋常高等科を設ける。
  - 6月6日 - 開進学校と改称。
- 1899年（明治22年）10月26日 - 高円坊学校を合併、分校として、初声校と改称。この日を開校記念日とした。
- 1955年（昭和30年）1月1日 - 現校名に改称。

## 学校教育目標
自ら学び 未来を創る初声っ子

## 通学区域
- 初声町全域[3]

## 進学先中学校
- 三浦市立初声中学校[3]

## 交通
- 京浜急行バス 宮田バス停より徒歩5分

## 周辺施設
- 神奈川県立三浦臨海高等学校

## 著名な出身者
- 鈴木将也（サッカー選手）
- 鈴木孝司（サッカー選手、将也の弟）[4]
- 天野純（サッカー選手）